# Stenstorp
Stenstorp é uma localidade da Suécia, situada na província histórica da Västergötland. Tem cerca de  1 794 habitantes (2020), e pertence à Comuna de Falköping. Está localizada a 15 km a nordeste da cidade de Falköping. 

## Comunicações
Stenstorp é atravessada pela linha do Oeste (Gotemburgo-Estocolmo). 

## Património histórico e cultural
- Igreja de Stenstorp (Stenstorps kyrka) [5]
- Museu de Dalén  [1]

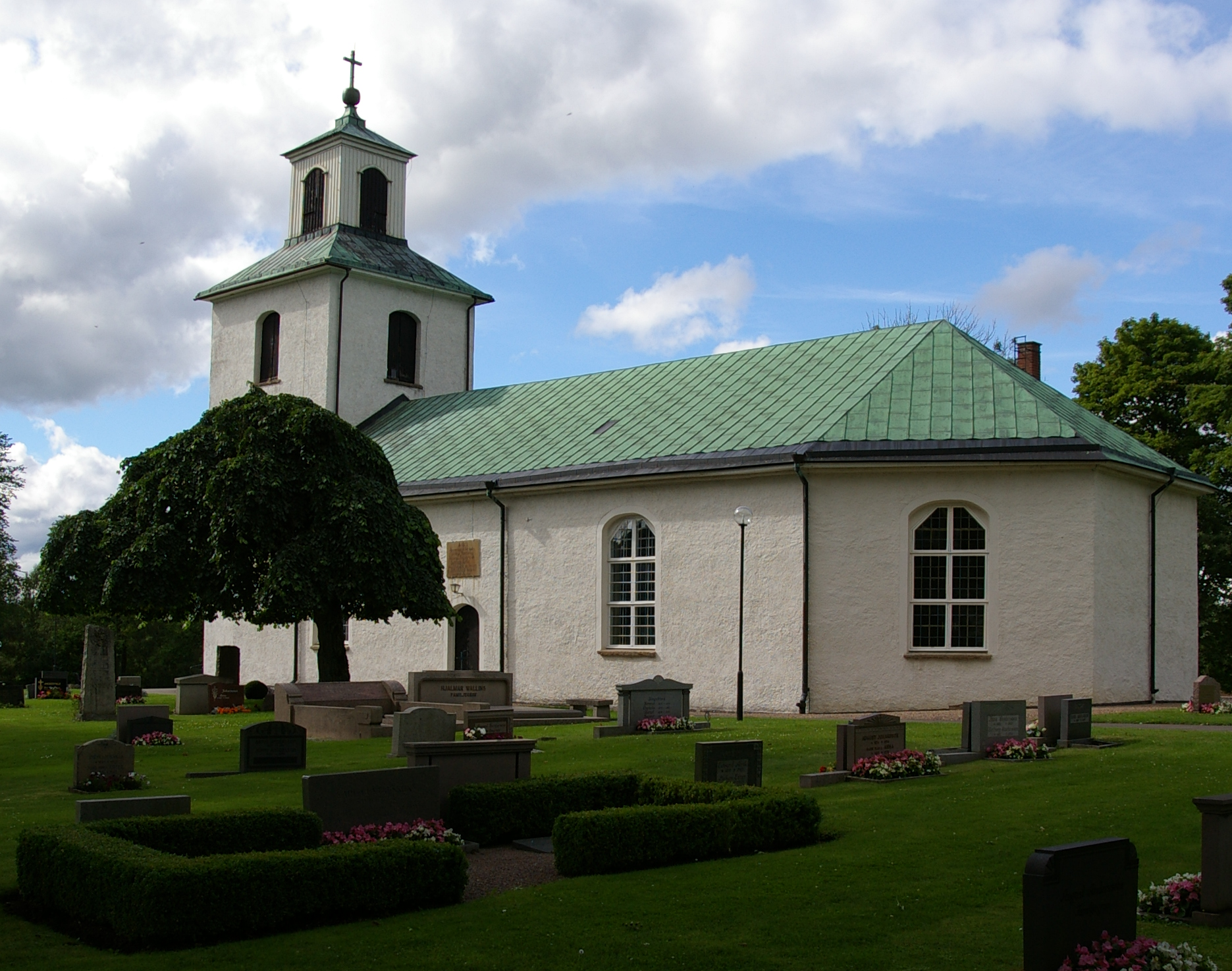
A Igreja de Stenstorp (Stenstorps kyrka)
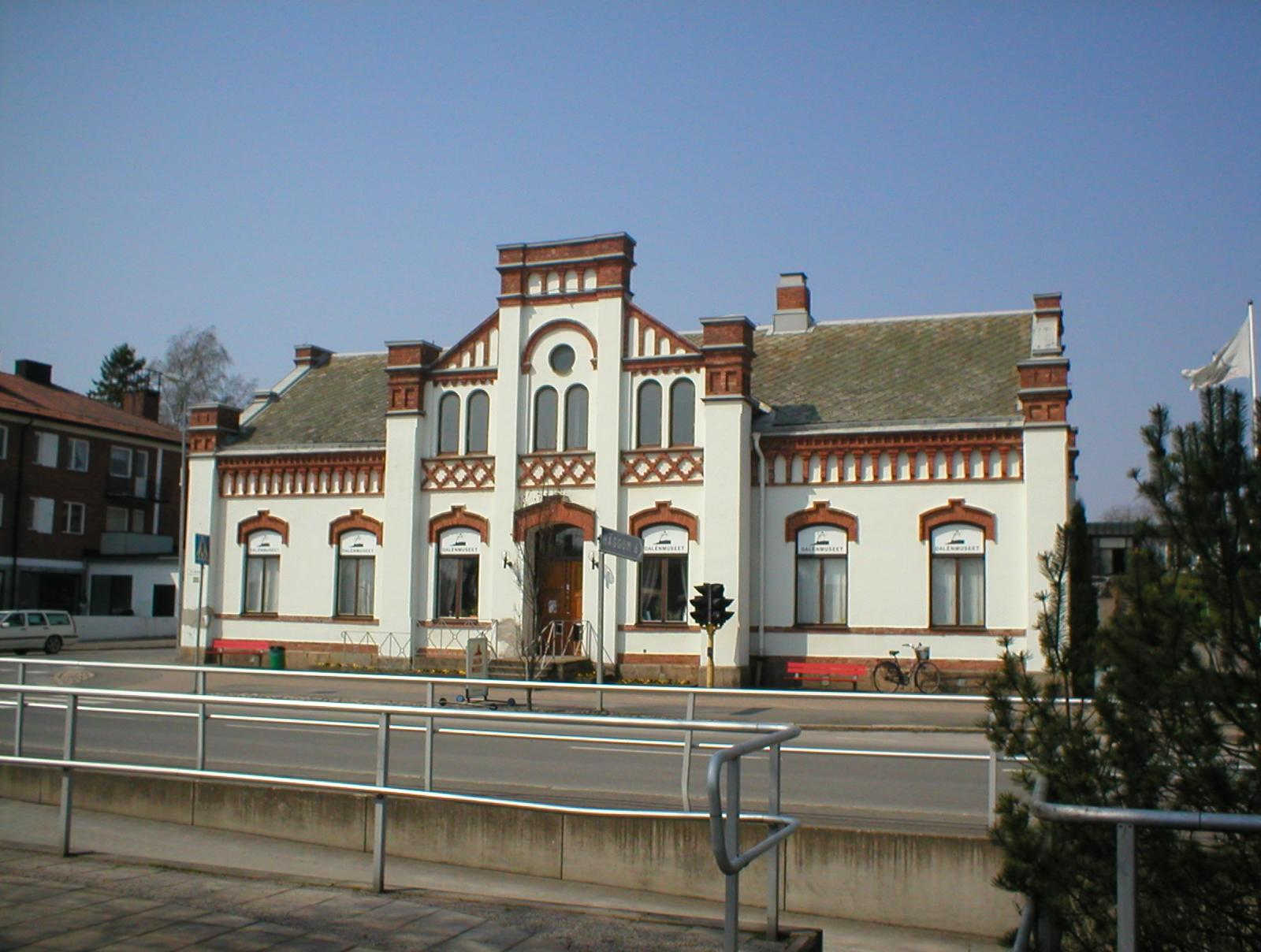
Museu de Dalén (Dalénmuseet)

## Personalidades notáveis de Stenstorp
- Nils Gustaf Dalén (inventor sueco; Prémio Nobel da Física em 1912) [1]
- Peter Karlsson (tenista; campeão mundial em 1991)